# Ліга Глазере
Ліга Глазере (латис. Līga Glāzere; *20 грудня 1986, Цесіс) — латвійська біатлоністка,  учасниця Олімпійських ігор та чемпіонатів світу з біатлону.

## Виступи на Олімпійських іграх
| Рік  | Міце проведення | Інд | Спр | Пр | МС | Ест |
| 2010 | Ванкувер        | 78  | 69  |    |    | 19  |

## Виступи на Чемпіонатах світу
| Рік  | Міце проведення      | Інд | Спр | Пр | МС | Ест | ЗМ |
| 2007 | Антхольц-Антерсельва | 87  | 79  |    |    |     |    |
| 2008 | Естерсунд            | 86  | 85  |    |    | 20  |    |
| 2009 | Пхьончхан            | 65  | 78  |    |    | 20  |    |

## Кар'єра в Кубку світу
- Дебют в кубку світу — 1 грудня 2006 року в спринті в Естерсунді — 91 місце.

За свою біатлону кар'єру спортсменка, покищо, ніразу не потрапляла до залікової зони, а її найкращим особистим результатом є 57 місце, яке вона виборала в спринті в сезоні 2006-2007.

## Статистика стрільби
| № п/п | Сезон     | Загальна        | Індивідуальна гонка | Спринт         | Гонка переслідування | Мас-старт  | Естафета      |
| ----- | --------- | --------------- | ------------------- | -------------- | -------------------- | ---------- | ------------- |
| 1     | 2006-2007 | 57,1% (80/140)  | 57,5% (23/40)       | 57,0% (57/100) | 0,0% (0/0)           | 0,0% (0/0) | 0,0% (0/0)    |
| 2     | 2007-2008 | 71,9% (82/114)  | 75,0% (30/40)       | 70,0% (14/20)  | 0,0% (0/0)           | 0,0% (0/0) | 70,4% (38/54) |
| 3     | 2008-2009 | 72,5% (148/204) | 76,3% (61/80)       | 75,7% (53/70)  | 0,0% (0/0)           | 0,0% (0/0) | 63,0% (34/54) |
| 4     | 2009-2010 | 69,5% (146/210) | 75,0% (60/80)       | 68,3% (41/60)  | 0,0% (0/0)           | 0,0% (0/0) | 64,3% (45/70) |

## Виноски
1. ↑  В дужках наведена кількість влучних пострілів та загальна кількість пострілів. В статистиці стрільби рахуються постріли, які здійснив біатлоніст на етапах кубка світу та чемпіонаті світу